# Maic Malchow
Maic Malchow (Borna, 11 de octubre de 1962) es un deportista de la RDA que compitió en ciclismo en la modalidad de pista. Ganó una medalla de oro en el Campeonato Mundial de Ciclismo en Pista de 1986, en la prueba del kilómetro contrarreloj.
Participó en los Juegos Olímpicos de Seúl 1988, ocupando el sexto lugar en el kilómetro contrarreloj.

## Medallero internacional
| Campeonato Mundial | Campeonato Mundial                | Campeonato Mundial | Campeonato Mundial    |
| Año                | Lugar                             | Medalla            | Competición           |
| ------------------ | --------------------------------- | ------------------ | --------------------- |
| 1986               | Colorado Springs (Estados Unidos) | Medalla de oro     | 1 km contrarreloj (A) |